# Gilginia
Gilginia (do 1996 Gilginie, niem. Gillgehnen) – osada w Polsce położona w województwie warmińsko-mazurskim, w powiecie ostródzkim, w gminie Miłakowo. Do 1996 roku jako część wsi Gudniki.
W latach 1975–1998 miejscowość administracyjnie należała do województwa olsztyńskiego.
Miejscowość wzmiankowana w dokumentach z roku 1263, jako wieś pruska na 11 włókach. Pierwotna nazwa Ylien prawdopodobnie wywodzi się od słowa "il" czyli muł. W roku 1782 we wsi odnotowano 5 domów (dymów), natomiast w 1858 w czterech gospodarstwach domowych było 58 mieszkańców. W latach 1937–39 było 83 mieszkańców. W roku 1973 jako majątek Gilginie należały do powiatu morąskiego, gmina i poczta Miłakowo.
W miejscowości działało Państwowe Gospodarstwo Rolne.